# غرنوقي أجمي
غرنوقي أجمي (الاسم العلمي:Geranium caespitosum) هو نوع من النباتات يتبع جنس الغرنوقي من الفصيلة الغرنوقية.

## انظر أيضا

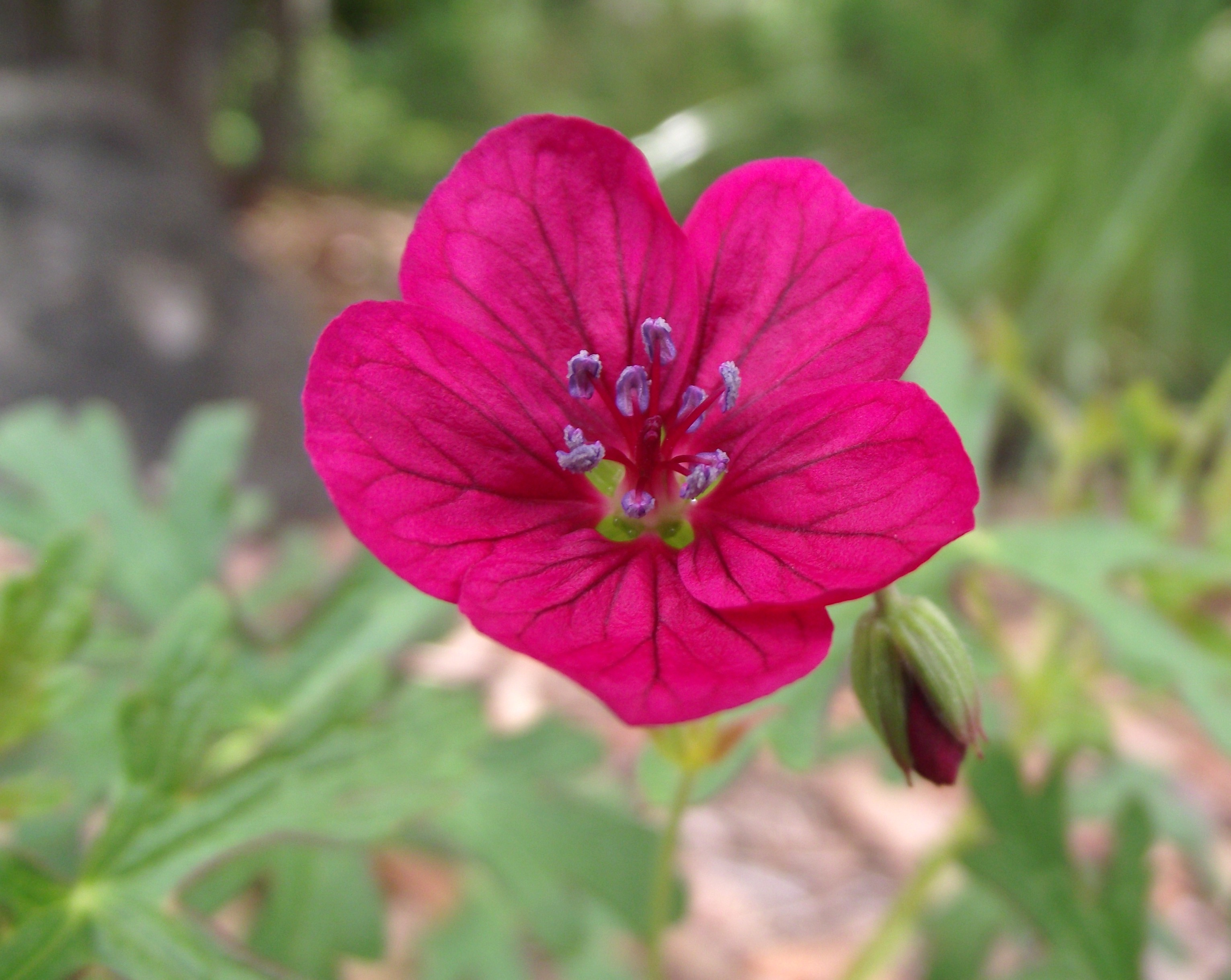
red individual
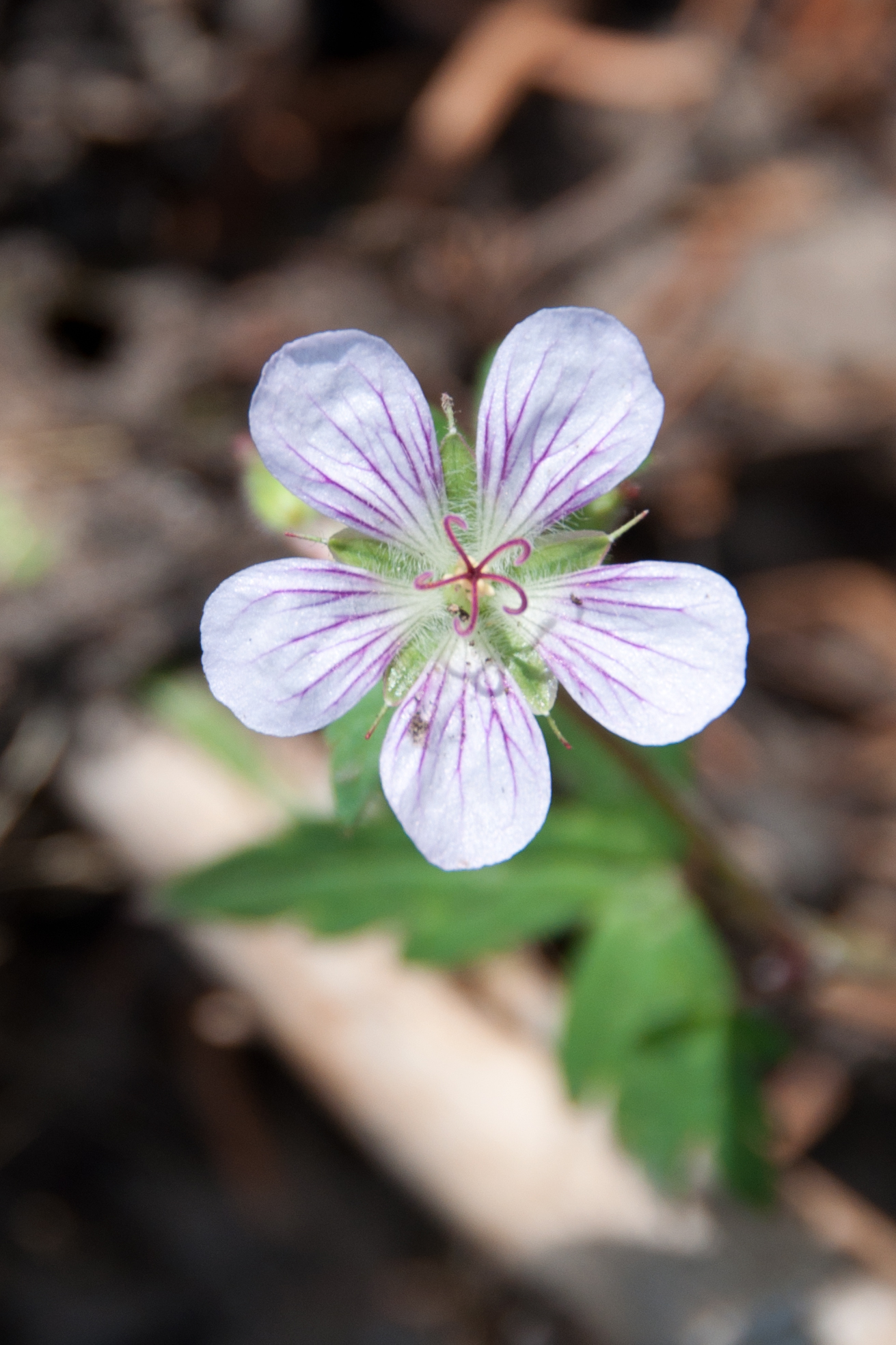
lilac individual
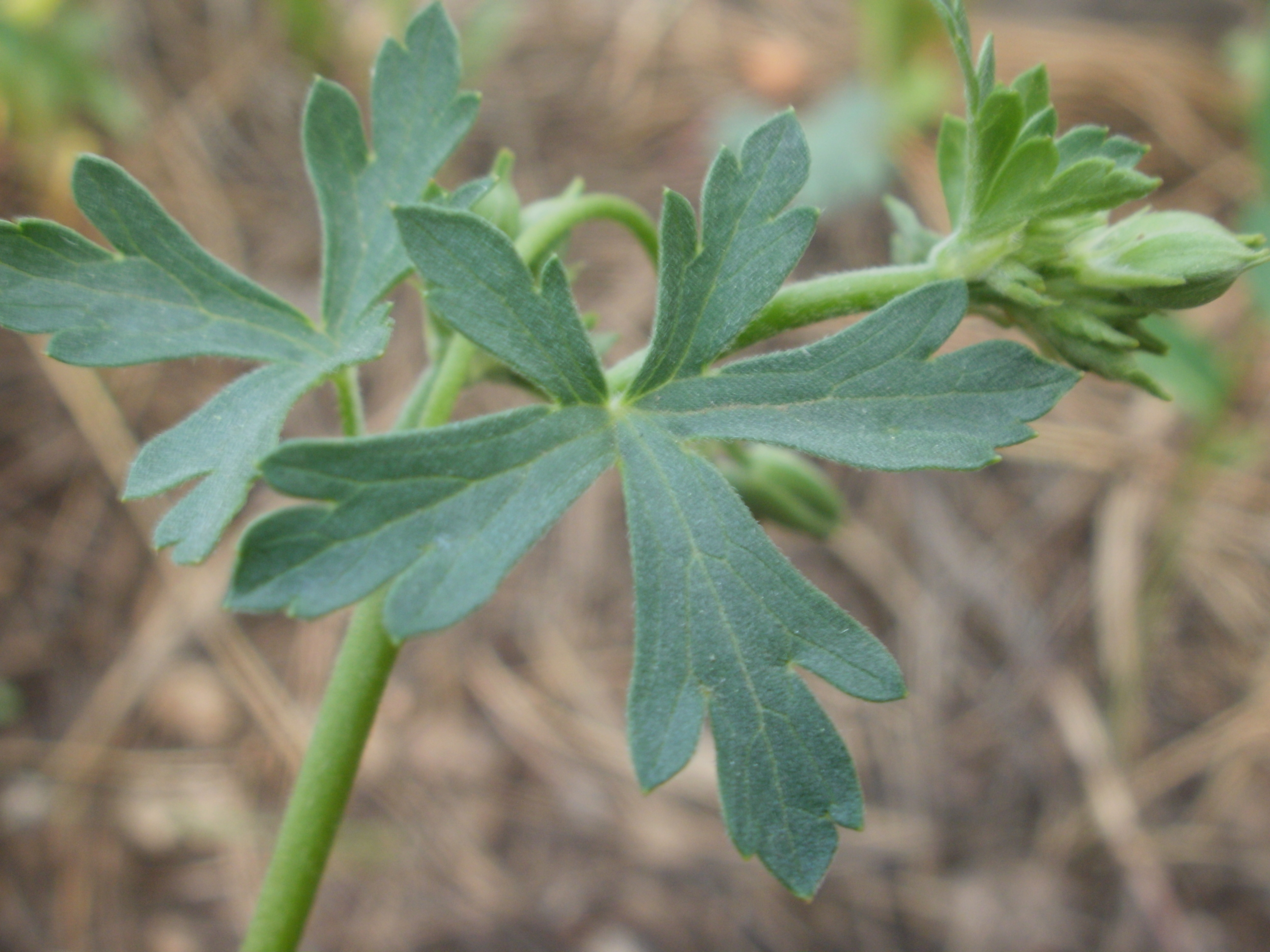
foliage
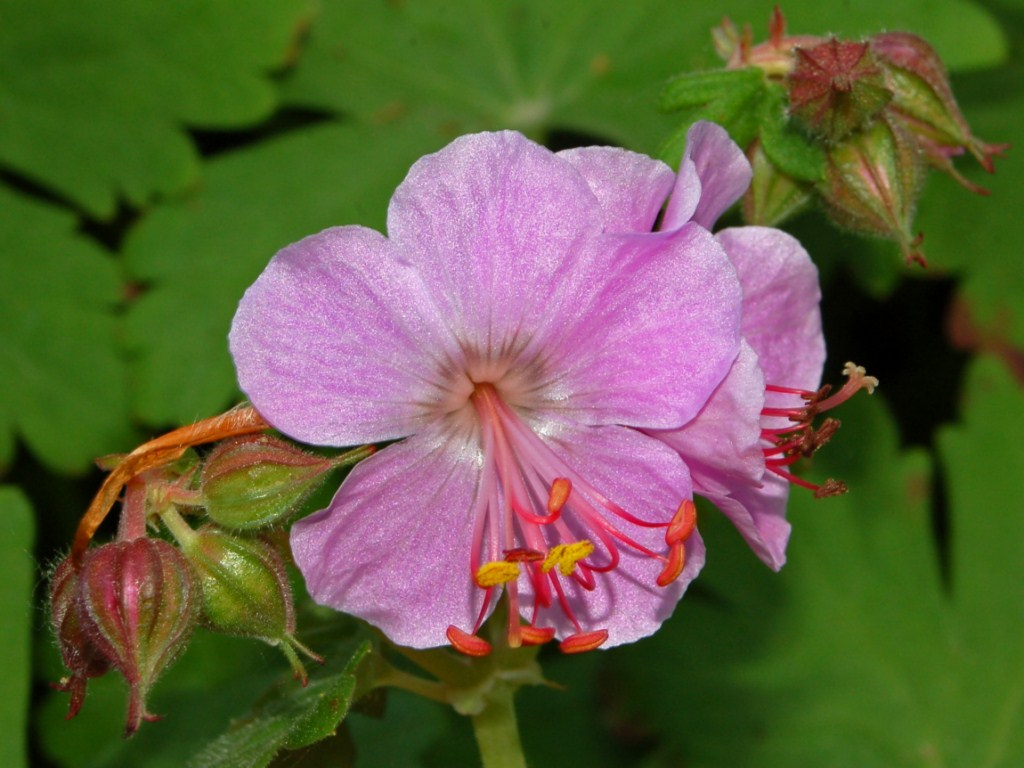
var. fremontii
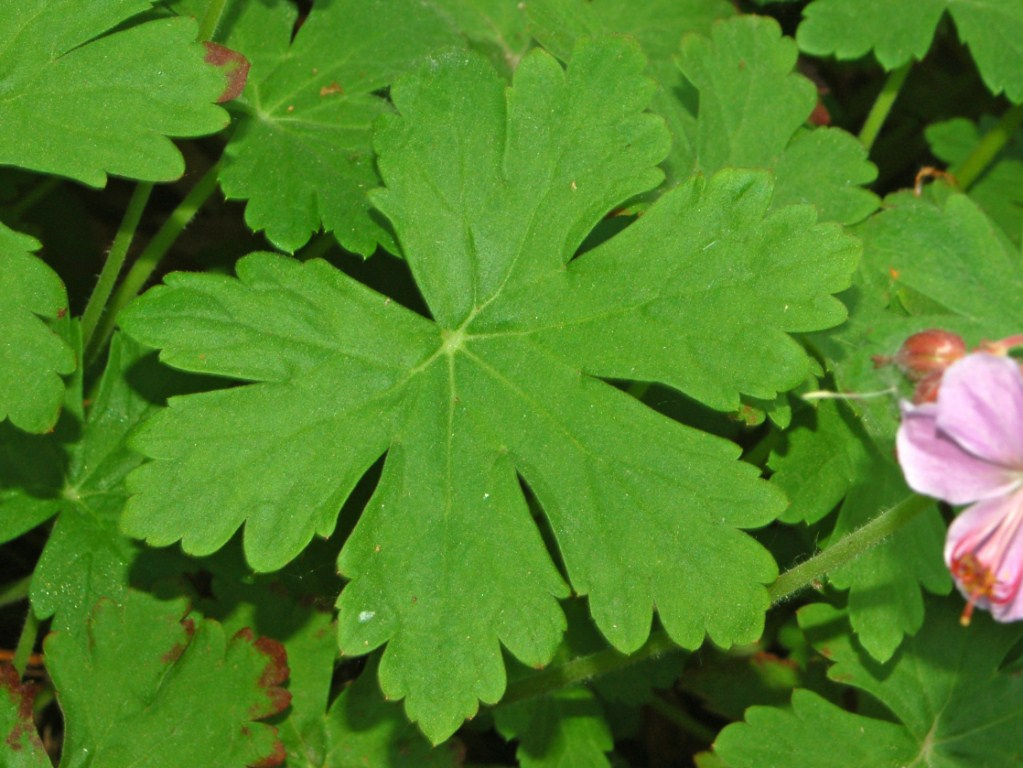
var. fremontii